# Das Joshua-Profil (Roman)
Das Joshua-Profil ist ein Psychothriller des Schriftstellers Sebastian Fitzek aus dem Jahr 2015. Im Roman geht es um den erfolglosen Schriftsteller Max Rhode. Parallel veröffentlichte Fitzek Die Blutschule unter dem Pseudonym Max Rhode.

## Handlung
Zu Beginn der Geschichte fährt der Schriftsteller Max Rhode, dessen einziger erfolgreicher Roman Die Blutschule heißt, in welchem ein Vater seinen zwei Kindern das Töten beibringen will, mit seiner Pflegetochter Jola in die Schule zu einem Elterngespräch. Nach dem Gespräch erhält er einen Anruf von einem Unbekannten, der ihm sagt, er solle schnell zu ihm ins Krankenhaus Westend auf die Intensivstation kommen, weil er nicht mehr viel Lebenszeit hätte. Max fährt von der Schule aus sofort mit Jola zum Krankenhaus, sie wartet nach der Ankunft im Auto. Als er dem Brandopfer gegenübersteht, sagt dieses ihm, Joshua habe ihn ausgewählt und er dürfe sich auf keinen Fall strafbar machen. Kurz danach stirbt der Mann. Jola wird währenddessen von einem Unbekannten, der sich als Arzt ausgibt, entführt und bekommt K.-o.-Tropfen verabreicht. Sie taucht aber wieder auf. Max’ Ehefrau Kim, von der er schon länger getrennt lebt, macht ihm Vorwürfe, weil er sie allein gelassen hat.
Zwei Monate später fahren Max und Jola erneut von einem Elterngespräch nach Hause, als plötzlich Max’ verurteilter, pädophiler Bruder Cosmo in der Einfahrt steht. Dieser sagt, er dürfe nun zu bestimmten, festgelegten Zeiten das Gefängnis verlassen, da sein „Sexualtrieb“ fast verschwunden sei. Er hat Max’ Die Blutschule gelesen und möchte ihm einige Anmerkungen mitgeben. Das Gespräch wird jedoch durch das Eintreffen von Melanie Pfeiffer, Mitarbeiterin des Jugendamts, und ihrem Kollegen Herrn Schodrow unterbrochen und Cosmo verschwindet. Pfeiffer stellt klar, dass Max mehrere Kontaktversuche nicht erwidert hat und Jola zu ihren leiblichen Eltern rückgeführt werden solle, da diese resozialisiert seien. Max gerät daraufhin in Panik, schließt Pfeiffer und Schodrow in seinem Arbeitszimmer ein und fährt mit Jola in seinem VW Käfer weg. Währenddessen ruft er seinen Freund und Anwalt „Toffi“, bürgerlich Christoph Marx, an, und bittet ihn um Hilfe. Während des Telefonats wird der Wagen von der Seite gerammt und Max verliert das Bewusstsein. Als er wieder aufwacht, befindet er sich im Krankenhaus und seine Tochter ist verschwunden. Er bekommt durch einen Funk-Ohrstecker im Ohr (verdeckt durch einen Verband) Befehle von ihr vorgelesen. Er verschwindet mit einer ihm zugesteckten Handgranate aus dem Krankenhaus und nimmt die Paketlieferantin Frida Blum als Geisel, die ihn zu Cosmo fährt.
Nachdem Max die Anmerkungen von Cosmo in Augenschein nimmt, die auch die Ereignisse von damals, an die sich Max nicht mehr richtig erinnern kann, beschreiben, wird ihm klar, dass Jola dort versteckt sein muss, wo sein Vater ihm und seinem Bruder damals das Töten beibringen wollte. Er findet Jola und kann sie nach einem Kampf mit dem Kidnapper retten. Als Jola beginnt, wieder ein normales Leben zu führen, entdeckt Cosmo die Rückkehr seiner Pädophilie und erhängt sich aus Angst, Jola etwas anzutun.

## Figuren
- Max Rhode: die Hauptfigur, erfolgloser Schriftsteller, dessen einziges erfolgreiches Werk Die Blutschule ist
- Cosmo Rhode: sein Bruder, verurteilter Pädophiler
- Kim Rhode: Pilotin, seine Ehefrau
- Jola Rhode: Max’ und Kims Pflegetochter
- Christoph Marx („Toffi“): dessen Anwalt
- Frida Blum: Paketlieferantin, wird zuerst von Max Rhode als Geisel genommen, hilft ihm später
- Kommissar Stoya: leitender Ermittler
- Kommissarin Berthold: seine Kollegin
- Melanie Pfeiffer: (Ex-)Mitarbeiterin des Jugendamts

## Verfilmung
Der Roman wurde unter dem Titel Das Joshua-Profil verfilmt. Die RTL-Produktion wurde am 30. März 2018 erstmals ausgestrahlt.

## Textausgaben
- Sebastian Fitzek: Das Joshua-Profil. Bastei Lübbe, Köln 2015, 432 Seiten, ISBN 978-3-7857-2545-0.